# Suhache
Suhache (búlgaro: Суха̀че) es un pueblo de Bulgaria perteneciente al municipio de Chervén Bryag de la provincia de Pleven.
Se ubica unos 10 km al noroeste de la capital municipal Chervén Bryag, junto al límite con la provincia de Vratsa.
En el área se han hallado restos romanos del siglo II, que actualmente están expuestos en el Museo de Historia Regional de Vratsa. La localidad, ubicada en la región histórica de Mramornitsa, estaba habitada por pomacos hasta que emigraron al sur en 1876. En 1922 se construyó la iglesia de San Miguel Arcángel, el principal monumento del pueblo. En 1950 hubo aquí una rebelión contra la colectivización comunista, con incendios de instalaciones de cooperativas.

## Demografía
En 2011 tenía 684 habitantes, de los cuales el 91,22% eran étnicamente búlgaros.
En anteriores censos su población ha sido la siguiente:
| Gráfica de evolución demográfica de Suhache entre 1934 y 2011 |
|                                                               |